# Davide Piganzoli
Davide Piganzoli (Morbegno, 8 luglio 2002) è un ciclista su strada italiano che corre per il Team Polti VisitMalta; professionista dal 2023, nello stesso anno ha concluso al terzo posto il Tour de l'Avenir, ha caratteristiche di passista-scalatore.

## Palmarès

### Strada
- 2020 (Juniores)

Trofeo Città di Montevarchi
- 2022 (Eolo-Kometa U23)

Classifica generale Vuelta al Bidasoa
Campionati italiani, Prova a cronometro Under-23
- 2024 (Team Polti Kometa, due vittorie)

3ª tappa Tour of Antalya (Kemer > Tahtalı Dağı)
Classifica generale Tour of Antalya

#### Altri successi
- 2024 (Team Polti Kometa)

Classifica scalatori Tour of Antalya

## Piazzamenti

### Grandi Giri
- Giro d'Italia

2024: 13º
2025: 14º

### Classiche monumento
- Giro di Lombardia

2023: 28º
2024: 28º

### Competizioni mondiali
- Campionati del mondo

Wollongong 2022 - Cronometro Under-23: 16º